# Ichneumon mandarinus
Ichneumon mandarinus là một loài tò vò trong họ Ichneumonidae.